# Cossé-Duval
Pour les articles homonymes, voir Cossé et Duval.
Cossé-Duval est une ancienne entreprise française de raffinerie de sucre et de confiserie, fondée en 1836 à Nantes.

## Histoire
En 1836, André Cossé, originaire d'Angers, reprend la confiserie de son beau-père Louis Victor Duval, située rue de la Casserie à Nantes. Il fonde la première raffinerie de sucres candis en France et fabrique du sucre candi pour sa clientèle nantaise.
En 1837, il s'associe à Saturnin Irroy, un négociant champenois, qui apporte ses relations avec plusieurs maisons de champagne (Clicquot Ponsardin, ...), et à Huet. Clicquot Ponsardin fait dès le début une commande de 30 tonnes de sucre candi.
Après qu'un incendie a entièrement détruit la raffinerie en 1843, André Cossé s'associe à Jean-Marie Marais, un riche négociant. En 1844, une nouvelle usine est construite rue Daubenton. Marais apporte 75 000 francs et deux commanditaires, l'avocat François Maisonneuve et Théophile Joyau.
En 1854, Désiré Besnier, Denis Pinet et Jules Hardy deviennent associé dans la société, en remplacement de Marais qui se retire.
Un nouvel incendie détruit grandement l'usine, ce qui marqua beaucoup André Cossé et le poussa à se retirer de la direction en faveur de son fils, Victor Cossé, qui sera rejoint par son autre fils, Dominique Cossé, après le décès d'André Cossé.
En 1857, Cossé-Duval s'ouvre à une clientèle de Paris, de l'Est de la France, de Hollande, du Saumurois, de Lons-le-Saunier et du Tonnerrois. La production atteint les 1 500 tonnes en 1858, pour un chiffre d'affaires de plus de 12 millions de francs.
En 1865, les quatre frères Cossé (Victor, Dominique, Émile et Aristide) reprennent le contrôle total de la société. L'entreprise occupe dès lors le premier rang dans l'industrie du candi en France.

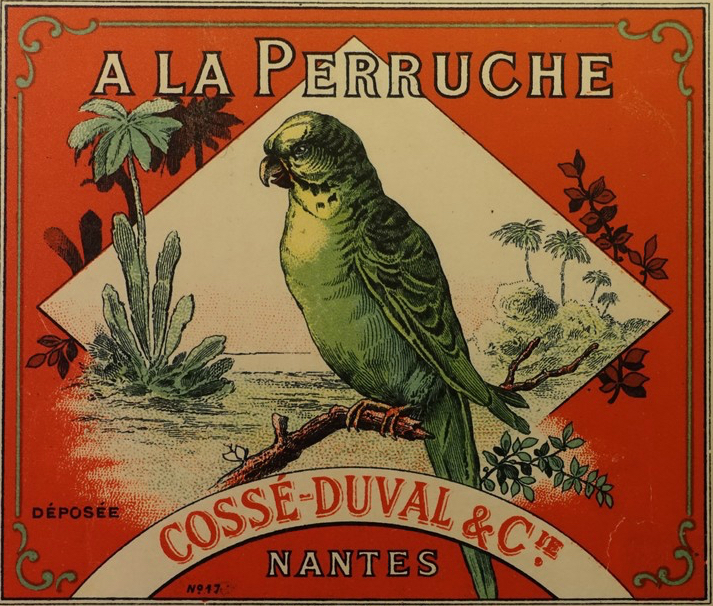
"À La Perruche" - Cossé-Duval & Cie - Nantes.

En 1889, le sucre de la marque À La Perruche (créée par Cossé-Duval, elle est aujourd'hui une marque de Béghin-Say sous le nom de La Perruche) remporte la médaille d'or à l’Exposition Universelle de Paris.
En 1896, la famille Cossé prend part à la fondation de la Biscuiterie nantaise (BN), par l'intermédiaire de Pierre Cossé, dont elle conservera la direction durant plus d'un siècle.
En 1919, la Raffinerie de Chantenay prend le contrôle de Cossé-Duval.
L'entreprise Say rachète Cossé-Duval en 1935-1936[réf. à confirmer].

## Sources
- Jacques Fierain, "La naissance d'une dynastie de raffineurs de sucre au XIXe siècle. Les Cossé-Duval de Nantes (1836-1865)" - 1966.
- Yves Rochcongar, "Capitaines d'industrie à Nantes au XIXe siècle", éditions Mémo, Nantes - 2003.
- Evelyne Robineau, "Raffinage et raffineries de sucre à Nantes : 17e-20e siècles" - 2011.
- Marion Launai, Alain Bonnet (dir.), "L'architecture industrielle de l'usine Beghin-Say à Nantes" - 2004.
- Jean Lambert-Dansette, "Histoire de l'entreprise et des chefs d'entreprise en France: Tome 5, L'entreprise entre deux siècles (1880-1914), Première partie, Les rayons et les ombres", éditions L'Harmattan - 2009.
- Jérôme Cucarull, "Histoire économique et sociale de la Bretagne", Editions Jean-paul Gisserot - 2002.
- Olivier Pétré-Grenouilleau, "Nantes" - 2003.
- Jacques Fiérain, "Les raffineries de sucre des ports en France: XIXe-début du XXe siècles" - 1976.
- Claude Kahn, Jean Landais, Nantes et les Nantais sous le Second Empire, Centre de recherches en histoire contemporaine, 1992
- Jean Lambert-Dansette, Histoire de l'entreprise et des chefs d'entreprise en France.. [01], Genèse du patronat : 1780-1880, 1991
- Véronique Lefebvre, Sucré, salé : Biscuiterie nantaise, 100 ans d'avenir, Albin Michel-Public histoire, 1997